# Świniary (województwo małopolskie)
Świniary – wieś w Polsce, położona w północnej części województwa małopolskiego, w powiecie bocheńskim, w gminie Drwinia, na prawym brzegu Wisły.
| SIMC    | Nazwa    | Rodzaj    |
| ------- | -------- | --------- |
| 0317560 | Budzisko | część wsi |
| 0317576 | Jazy     | część wsi |
| 0317582 | Kąt      | część wsi |
| 0317599 | Kępa     | część wsi |
| 0317607 | Kotłów   | część wsi |
| 0317613 | Krzywda  | część wsi |
| 0317620 | Tarnowa  | część wsi |

W latach 1975–1998 w województwie krakowskim.
Przez miejscowość przechodzi droga wojewódzka nr 965. Niegdyś we wsi działała drogowa przeprawa promowa do lewobrzeżnych Sierosławic.
Pierwsze wzmianki o wsi pochodzą prawdopodobnie z XVIII wieku. Nazwa sugeruje, że wieś może być o kilka wieków starsza i że jej pierwsi mieszkańcy zajmowali się wypasem trzody królewskiej. Od I rozbioru Polski do I wojny światowej osada znajdowała się w obrębie dominium niepołomickiego. We wsi znajduje się mogiła austriackiego oficera, który zginął w 1914 od przypadkowej kuli.